# Моноїд

Кубічна ґратка алгебричних структур
від магми до групи.

Моноїд — це алгебрична структура з бінарною операцією, що є асоціативною та має нейтральний елемент. Стисліше, моноїд — це напівгрупа з нейтральним елементом.
Якщо для всіх елементів моноїда існує обернений елемент тоді це група.

## Визначення
Моноїд — це множина {\displaystyle S}, разом із двомісною операцією “{\displaystyle \cdot }”, яка задовольняє трьом наступним аксіомам:
ЗамкнутістьДля всіх {\displaystyle a,b\in S}, результат операції {\displaystyle a\cdot b} також в {\displaystyle S}.
АсоціативністьДля всіх {\displaystyle a,b,c\in S}, виконується рівність {\displaystyle (a\cdot b)\cdot c=a\cdot (b\cdot c)}.
Нейтральний елемент (одиниця)Існує елемент {\displaystyle e\in S} такий, що для всіх елементів {\displaystyle a\in S}, вірна рівність {\displaystyle a\cdot e=e\cdot a=a}.
І в математичному записі ми можемо записати це так
- Замкнутість: {\displaystyle \forall a,b\in S\colon a\cdot b\in S},
- Асоціативність: {\displaystyle \forall a,b,c\in S\colon (a\cdot b)\cdot c=a\cdot (b\cdot c)},
- Нейтральний елемент: {\displaystyle \exists e\in S} такий, що {\displaystyle \forall a\in S\colon e\cdot a=a\cdot e=a}.

Символ двомісної операції часто опускається; наприклад, аксіоми моноїда вимагають {\displaystyle \ (ab)c=a(bc)} і {\displaystyle \ ea=ae=a}. Двомісна операція традиційно називається множенням, але може реалізовуватися будь-якою.

## Моноїдні структури

### Підмоноїди
Підмоноїдом моноїда {\displaystyle \left(M,\cdot \right)} є підмножина N із М, замкнута відносно моноїдної операції і така, що містить нейтральний елемент e із M. В символьному записі, N є підмоноїдом М, якщо {\displaystyle N\subseteq M}, {\displaystyle x\cdot y\in N} якщо {\displaystyle x,y\in N}, і {\displaystyle M\ni e\in N}. В цьому випадку N є моноїдом за двомісною операцією, успадкованою від М.
З іншого боку, якщо N є підмножиною моноїду, замкнутою щодо моноїдної операції, та є моноїдом щодо цієї успадкованої операції, то N не завжди буде підмоноїдом, оскільки нейтральний елемент може бути іншим. Наприклад, синглетон {0} замкнутий щодо алгебраїчного множення, але він не є підмоноїдом (мультиплікативного) моноїду невід’ємних цілих чисел: тут нейтральним елементом буде 1.

### Генератори
Підмножина S із М породжує М, якщо найменший підмоноїд М, що містить S, є самим М. Якщо моноїд М може бути породженим скінченною множиною, він називається скінченно породженим моноїдом.

### Комутативний моноїд
Моноїд, операція якого комутативна, називається комутативним (або, рідше, за аналогією з групами, абелевим). Операцію комутативного моноїда часто позначають як додавання. Будь-який комутативний моноїд наділений алгебраїчним передпорядком {\displaystyle \leq }, визначеним так, що {\displaystyle x\leq y}, якщо існує z такий, що {\displaystyle x+z=y}. Порядковою одиницею комутативного моноїда М є такий елемент u із М, що для будь-якого елемента х із М у множині, породженій u, існує елемент v такий, що {\displaystyle x\leq v}. Це часто має місце, коли М є додатним конусом частково впорядкованої абелевої групи G, в цьому випадку u називають порядковою одиницею G.

### Частково комутативний моноїд
Моноїд, операція якого є комутативною лише для деяких, але не для всіх елементів, називають слідовим моноїдом. Слідові моноїди часто зустрічаються в теорії паралельних обчислень.

## Приклади
- З 16 можливих двомісних булевих операцій чотири, які мають двобічну ідентичність, є комутативними та асоціативними. Таким чином, будь-яка з них перетворює множину {False, True} на комутативний моноїд. Відповідно до стандартних визначень, AND та XNOR мають одиницею True, а XOR та OR мають одиницею False. Моноїди з AND чи OR також ідемпотентні, тоді як моноїди із XOR та XNOR — ні.
- Множина натуральних чисел {\displaystyle \mathbb {N} =\{0,1,2,\ldots \}} є комутативним моноїдом щодо операції алгебраїчного додавання (нейтральний елемент 0) або щодо операції алгебраїчного множення (нейтральний елемент 1). Підмоноїд N щодо додавання називають числовим моноїдом.
- Множина цілих додатних чисел є комутативним моноїдом щодо алгебраїчного множення (нейтральний елемент 1).
- Якщо задано множину A, множина підмножин A є комутативним моноїдом щодо операції перетину (нейтральним елементом є сама множина A).
- Якщо задано множину A, множина підмножин A є комутативним моноїдом щодо операції об'єднання (нейтральним елементом є порожня множина).